# The Kids Are Coming (canção)
"The Kids Are Coming" é uma canção da cantora australiana Tones and I, lançada nas rádios australiana e alemã em 27 de setembro de 2019. A canção é o quarto single do EP de estreia de Tones and I de mesmo nome. Foi gravada e projetada por Randy Belculfine.
Em 28 de setembro de 2019, Tones and I cantou a música na Grande Final da AFL de 2019, juntamente com "Dance Monkey".

## Recepção crítica
Em uma revisão do EP, Zoë Radas, do Stack, disse: "Essa música eletrizante é menos um apelo às armas do que uma garantia de chegada iminente; Toni Watson (Tones and I) não precisa comandar ninguém, porque essa tribo é já organicamente unida em suas crenças compartilhadas. [...] Watson mostra uma confiança semelhante à Sia na maneira como lança, ajusta e canta suas letras de condenação ao status quo sócio-político".

## Vídeo musical
O videoclipe da música foi produzido pela Reprobates, dirigido por Alan Del Rio Ortiz e lançado em 25 de setembro de 2019.